# Garlands
Garlands è il primo album in studio dei Cocteau Twins, pubblicato nel settembre 1982 con la 4AD.
È l'unico album con Will Heggie al basso, che dà all'intero album un sound molto particolare.
Al principio degli anni ottanta l'influenza del goth rock dei Siouxsie and the Banshees è notevole; la stessa Elizabeth Fraser in un'intervista ha rivelato di essere una grande fan del gruppo di Siouxsie Sioux.

## Tracce

### Versione USA (1982)
1. Blood Bitch – 4:34
2. Wax and Wane – 4:04
3. But I'm Not – 2:45
4. Blind Dumb Deaf – 3:46
5. Shallow Then Halo – 5:16
6. The Hollow Men – 5:02
7. Garlands – 4:32
8. Grail Overfloweth – 5:22

### Brani aggiuntivi dalla Radio Session
1. Dear Heart – 3:39
2. Hazel – 3:25
3. Hearsay Please – 4:25
4. Blind Dumb Deaf – 3:44
5. Speak No Evil – 3:54
6. Perhaps Some Other Aeon – 2:57

## Formazione
- Elizabeth Fraser: voce
- Robin Guthrie: chitarra
- Will Heggie: basso

## Curiosità
La canzone Wax and Wane è stata riarrangiata e cantata sotto forma di cover dalla band nu metal Deftones, nell'album B-Sides & Rarities.